# Ministre sans portefeuille (Serbie)
 En Serbie, un ministre sans portefeuille (en serbe : Министар без портфеља / Ministar bez portfelja) est un ministre du gouvernement de la Serbie sans ministère particulier, mais qui a des responsabilités spécifiques.
Le poste était généralement occupé simultanément par plusieurs personnes à la fois (dans le gouvernement Marjanović II, il y avait dix ministres sans portefeuille à un moment donné).
Les ministres sans portefeuille actuels sont Novica Tončev, Đorđe Milićević, Usame Zukorlić, Nenad Popović et Tatjana Macura dans le gouvernement Macut.

## Liste des ministres
| Nom (naissance-décès)           | Parti | Mandat           | Mandat           | Charge | Président du gouvernement (gouvernement)                |
| ------------------------------- | ----- | ---------------- | ---------------- | --- | ------------------------------------------------------- |
| Mihalj Kertes (1947–)           | SPS   | 14 juillet 1993  | 18 mars 1994     | | Šainović (I)                                            |
| Vekoslav Šošević (1948–)        | SPS   | 18 mars 1994     | 28 mai 1996      | | Mirko Marjanović (I)                                    |
| Dragan Tomić (1937–)            | SPS   | 18 mars 1994     | 24 mars 1998     | | Mirko Marjanović (I)                                    |
| Andreja Milosavljević (1936–)   | SPS   | 18 mars 1994     | 24 mars 1998     | | Mirko Marjanović (I)                                    |
| Milun Babić (1950–)             | SPS   | 18 mars 1994     | 24 mars 1998     | | Mirko Marjanović (I)                                    |
| Ratomir Vico (1941–2005)        | SPS   | 28 mai 1996      | 24 mars 1998     | | Mirko Marjanović (I)                                    |
| Dejan Kovačević (1940–)         | SPS   | 11 février 1997  | 24 mars 1998     | | Mirko Marjanović (I • II)                               |
| Ivan Sedlak (1951–)             | SPS   | 11 février 1997  | 24 octobre 2000  | | Mirko Marjanović (I • II)                               |
| Đura Lazić (1953–)              | SPS   | 11 février 1997  | 24 October 2000  | | Mirko Marjanović (I • II)                               |
| Milan Beko (1961–)              | n-p   | 24 mars 1998     | 1er juillet 1998 | | Mirko Marjanović (II)                                   |
| Maja Gojković (1963–)           | SRS   | 24 mars 1998     | 11 novembre 1999 | | Mirko Marjanović (II)                                   |
| Slobodan Tomović (1946–)        | SPS   | 24 mars 1998     | 11 novembre 1999 | | Mirko Marjanović (II)                                   |
| Čedomir Vasiljević (1947–)      | SRS   | 24 mars 1998     | 24 octobre 2000  | | Mirko Marjanović (II)                                   |
| Paja Momčilov (1948–)           | SRS   | 24 mars 1998     | 24 octobre 2000  | | Mirko Marjanović (II)                                   |
| Bogoljub Karić (1954–)          | –     | 20 octobre 1998  | 11 novembre 1999 | | Mirko Marjanović (II)                                   |
| Života Ćosić (1942–)            | SPS   | 11 novembre 1999 | 24 octobre 2000  | | Mirko Marjanović (II)                                   |
| Božidar Vučurević (1951–)       | SRS   | 11 novembre 1999 | 24 octobre 2000  | | Mirko Marjanović (II)                                   |
| Jovan Damjanović (1947–)        | SRS   | 11 novembre 1999 | 24 octobre 2000  | | Mirko Marjanović (II)                                   |
| Dragan Đilas (1967–)            | DS    | 15 mai 2007      | 7 juillet 2008   | Plan national d'investissement                                                                                         | Vojislav Koštunica (II)                                 |
| Sulejman Ugljanin (1953–)       | SDA   | 7 juillet 2008   | 27 avril 2014    | Développement durable                                                                                                  | Mirko Cvetković (I) Dačić (I)                           |
| Aleksandar Vulin (1972–)        | PS    | 2 septembre 2013 | 27 avril 2014    | Kosovo-et-Métochie | Ivica Dačić (I)                                         |
| Branko Ružić (1975–)            | SPS   | 2 septembre 2013 | 27 avril 2014    | Intégration européenne                                                                                                 | Ivica Dačić (I)                                         |
| Velimir Ilić (1951–)            | NS    | 27 avril 2014    | 11 août 2016     | Situations d'urgence                                                                                                   | Aleksandar Vučić (I)                                    |
| Jadranka Joksimović (1978–)     | SNS   | 27 avril 2014    | 29 juin 2017     | Intégration européenne                                                                                                 | Aleksandar Vučić (I • II)                               |
| Slavica Đukić Dejanović (1951–) | SPS   | 11 août 2016     | 28 octobre 2020  | Politique démographique et de la population                                                                            | Aleksandar Vučić (II) Ana Brnabić (I)                   |
| Milan Krkobabić (1952–)         | PUPS  | 11 août 2016     | 28 octobre 2020  | Développement régional et coordination des entreprises publiques                                                       | Aleksandar Vučić (II) Ana Brnabić (I)                   |
| Nenad Popović (1966–)           | SNP   | 29 juin 2017     | 26 octobre 2022  | Innovations et développement technologiques                                                                            | Ana Brnabić (I • II)                                    |
| Novica Tončev (1962–)           | SPS   | 28 octobre 2020  | en cours         | Améliorer le développement des municipalités sous-développées                                                          | Ana Brnabić (II • III) Miloš Vučević (I) Đuro Macut (I) |
| Edin Đerlek (1987–)             | SPP   | 26 octobre 2022  | 2 mai 2024       | Développement régional équilibré                                                                                       | Ana Brnabić (III)                                       |
| Đorđe Milićević (1978–)         | SPS   | 26 octobre 2022  | en cours         | Coordination des activités et des mesures dans le domaine des relations entre la république de Serbie et la diaspora   | Ana Brnabić (III) Miloš Vučević (I) Đuro Macut (I)      |
| Nenad Popović (1966–)           | SNP   | 2 mai 2024       | en cours         | Coopération économique internationale et position sociale de l'Église dans le pays et à l'étranger                     | Miloš Vučević (I) Đuro Macut (I)                        |
| Tatjana Macura (1981–)          | Ind.  | 2 mai 2024       | en cours         | Égalité des sexes, Prévention de la violence à l'égard des femmes et Autonomisation économique et politique des femmes | Miloš Vučević (I) Đuro Macut (I)                        |
| Usame Zukorlić (1992–)          | SPP   | 2 mai 2024       | en cours         | Réconciliation, Coopération régionale et Stabilité sociale                                                             | Miloš Vučević (I) Đuro Macut (I)                        |

## Voir également
- Gouvernement de la Serbie